# Charles Arden-Clarke
Pour les articles homonymes, voir Arden et Clarke.
Charles Noble Arden-Clarke (né le 25 juillet 1898 en Inde et mort le 16 décembre 1962 à Syleham, dans le Suffolk) est un administrateur colonial britannique.
Fils aîné d’un révérend et d’une directrice d'établissement scolaire, il participe à la Première Guerre mondiale, dans le corps des mitrailleuses et sera ensuite promu capitaine dès ses 20 ans. En 1920, il décide de quitter l’armée et s’engage dans l’Administration coloniale. Il monte les différents grades au sein de l'administration coloniale avec succès. Il occupe d'abord des postes au Bechuanaland, puis il est envoyé dans l'administration coloniale au Sarawak.
Nommé gouverneur de la Côte-de-l'Or en 1949, il établit des liens étroits, professionnels comme personnels, avec les différents dirigeants nationalistes, en particulier Kwame Nkrumah, afin d'organiser l'indépendance du territoire sous le nom de Ghana en 1957.
Après l'indépendance du Ghana, il prend sa retraite d'administrateur colonial. Il s'investit dans de nombreux engagements concernant les affaires africaines. De plus, il prend la présidence du Conseil national pour l’approvisionnement des enseignants à l’étranger. Il participe aussi à des commissions comme la commission consultative concernant l’Afrique centrale. Il reste actif et engagé jusqu'à la fin de sa vie.

## Biographie

### Jeunesse
Charles Noble Arden-Clarke est né le 25 juillet 1898 en Inde. Il est le fils aîné du révérend Charles William Arden-Clarke. Sa mère est la directrice du Noble College (en), à Masulipatam, et une missionnaire de la Church Mission Society. Il fait sa scolarité à la Rossall School (en), qui est une école mixte à Fleetwood dans le Lancashire en Angleterre.Puis, il va à Emmanuel College de Cambridge où il obtient une bourse classique. Il souhaite alors travailler dans le domaine d’étude des médicaments, mais il met de côté sa bourse. Il est passionné pour ses loisirs par le jardinage et la philatélie, qui est l'art de collectionner les timbres fiscaux et les timbres postaux, mais aussi de les étudier.

### Carrière militaire
Il est tout juste âgé pour participer à la Première Guerre mondiale. En 1917, il s’engage alors dans le corps des mitrailleuses. Au cours de cette Première Guerre mondiale, il prend du grade et à l’âge de 20 ans il est déjà promu capitaine et obtient la Citation militaire britannique, le récompensant de sa bravoure au combat.
Après la guerre, il est affecté en Allemagne. Son affectation est plutôt courte. Il a un grave non-respect de la discipline. Avec le champion divisionnaire de la boxe en poids lourds, ils ont frappé un officier supérieur dans le mess, après une bagarre. Ce débordement entraine des sanctions. Charles Arden-Clarke se propose alors comme volontaire dans le corps expéditionnaire de la Russie du sud. Ce corps expéditionnaire est soutenu et monté par des alliés. C’est un soutien et un appui pour l’Armée blanche russe.
Quelque temps après, il réalise que finalement sa place n’est pas dans l’armée. Il quitte l’armée en 1920 pour rejoindre le service colonial.

### Formation accélérée dans l'administration coloniale.
En 1920, Charles Noble Arden-Clarke entre dans l’administration coloniale. Cette décision est prise à cause de son admiration pour la carrière de Frederick Lugard, qui est un soldat et un administrateur colonial britannique. En 1924, il se marie avec Georgina Dora, dit Gina. C’est la fille de l’ingénieur civil Robert N. H. Reid. Ils ont deux filles et un fils.
Charles Noble Arden-Clarke est désormais au Nigéria, dans les provinces du nord. Il occupe pendant une longue période le rang de District Officer. En 1934, avec ces bons services, il est reconnu comme étant un administrateur compétent. Il obtient alors une promotion accélérée et se fait muter au secrétariat de Lagos, toujours au Nigéria. Il fait alors partie du département des affaires autochtones. Il travaille au côté du gouverneur colonial Donald Charles Cameron (colonial administrator) (en), sur la réorganisation des émirats du nord. Cela, lui permet d’augmenter très rapidement sa réputation, déjà grandissante.

## Commissaire résident du Bechuanaland

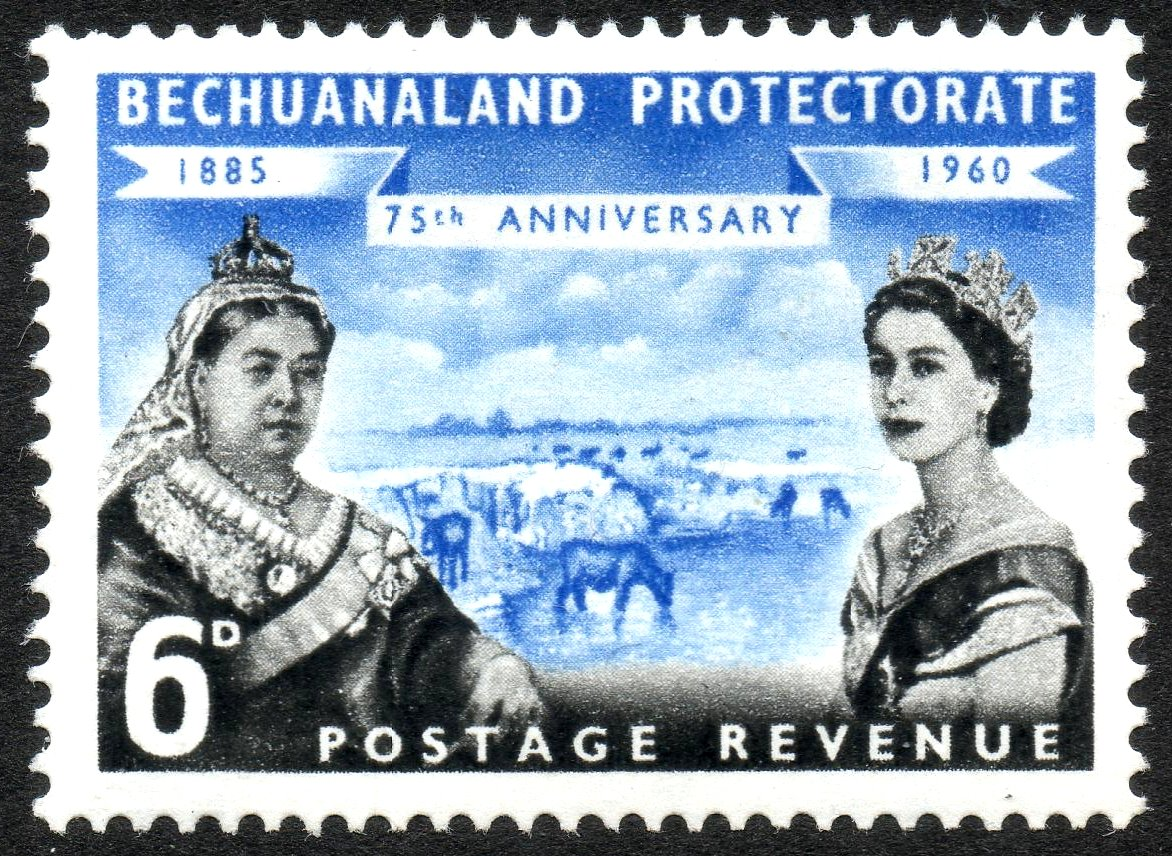
Timbre de 1960 du protectorat du Bechuanaland.

Le Protectorat du Bechuanaland est un protectorat britannique depuis le 31 mars 1885. Le 30 septembre 1966, ce territoire est devenu le Botswana. La région du Bechuanaland ne fait pas partie de l’Union d'Afrique du Sud, instaurée en 1910. Cette union est un dominion de la Couronne britannique. Le Bechuanaland a donc un statut de protectorat britannique et non de colonie britannique. C’est une région qui fait partie des territoires de la Haute Commission avec le Swaziland (aujourd'hui l'Eswatini) et le Basutoland (aujourd'hui le Lesotho). Depuis 1906, ces deux territoires sont placés sous l'autorité du gouverneur britannique du Bechuanaland. La fonction de Haut-Commissaire présente dans ces territoires permet d’avoir l’autorité d’un gouverneur. C’est une fonction réservée aux Britanniques. Ce poste existe jusqu’à l’indépendance du Bechuanaland. En 1936, Charles Arden-Clarke tombe gravement malade. C’est sur cette même année, qu’il est nommé commissaire résident adjoint au Bechuanaland. Ce territoire qui passe sous son administration se situe en Afrique australe.
En 1937, il est promu une nouvelle fois et il est nommé Commissaire Résident (colonie) du Bechuanaland. Il dirige désormais l’administration sur le territoire du Bechuanaland. Il possède ainsi les mêmes fonctions qu’un gouverneur, mais avec moins d’autorité que ce dernier. Il occupe ce poste avec beaucoup d’attention et de réussite, aussi bien au niveau des autres membres de l’administration qu’au niveau de la population.
En 1942, il cumule une fonction supplémentaire en devenant le Commissaire Résident (colonie) du Basutoland. Il est en détachement auprès du bureau du Dominion, du Colonial Office. Charles Arden-Clarke est en poste au Bechuanaland sur toute une période où le régent au pouvoir,Tshekedi Khama (en), est en conflit violent avec les autorités britanniques.

## Administration britannique en Asie

### Le Sarawak

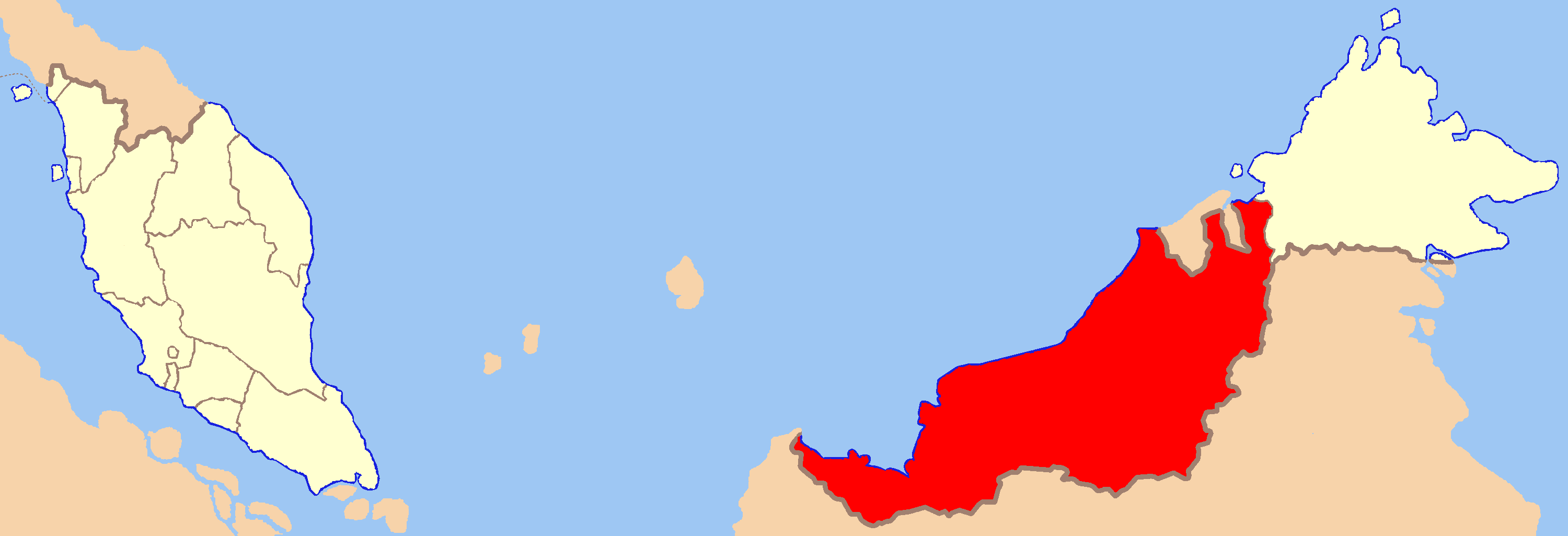
Carte du Sarawak (en rouge)

Le Sarawak est l’un des deux Etats de la Malaisie. Cet Etat se situe sur l’île de Bornéo.
L’histoire du Sarawak est riche. Celui-ci est d’abord sous la domination du sultuanat de Brunei. Puis sur le XVIIIe et le XIXe siècle, il y a en place la dynastie des Rajahs blancs, jusqu’à la fin de la Seconde Guerre mondiale. Le Sarawak devient ensuite une Colonie britannique, de 1946 à 1963, avant d’être enfin rattaché à la Malaisie en 1963.
La présence des Japonais durant la Seconde Guerre mondiale, progressent très rapidement dans l’Asie et dans la péninsule malaisienne. Les Britanniques sont présents en stationnement à Sarawak, mais ils doivent se replier sur le secteur de Singapour. Les forces qui sont restées se rendent en avril 1942. Beaucoup vont mourir enfermés, les bâtiments et les infrastructures sont grandement endommagés avec tous ces conflits. Les populations civiles ont aussi beaucoup souffert. Ce sont les forces Australiennes militaires qui reviennent sur le territoire et qui l’administre sous un Mandat britannique jusqu’en 1946.

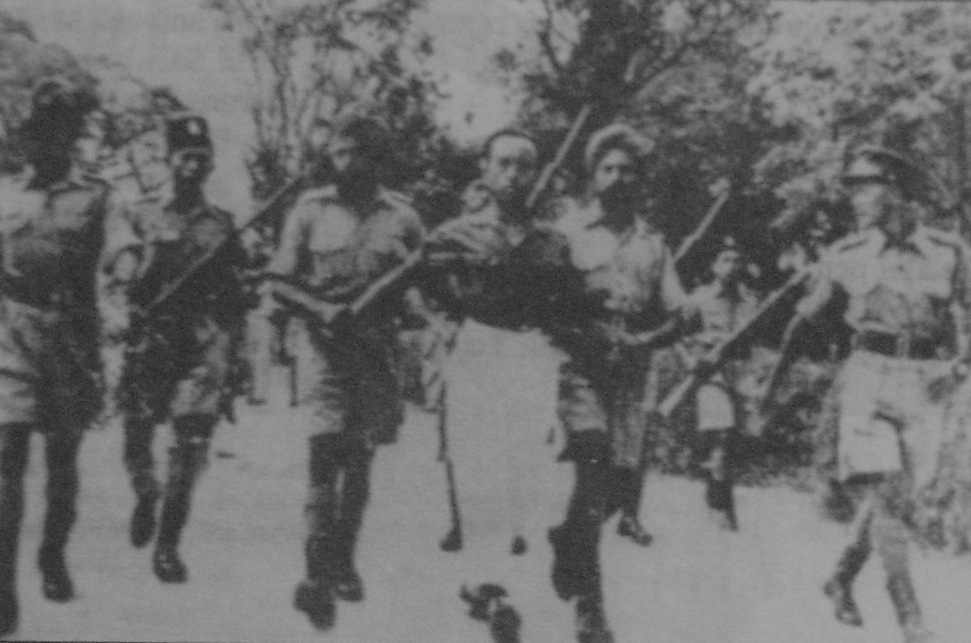
Rosli Dhobi a été arrêté par un officier britannique pour le meurtre de Duncan Stewart

Après la Seconde Guerre mondiale, la constitution du Sarawak de 1941 préconise que le Sarawak a accès à son autonomie, accordée par le 3ème Rajahs blancs Charles Vyner Brooke. Mais celui-ci n’accorde finalement pas ce droit à l'autonomie et préfère céder le Sarawak en tant que colonie en février 1946 à la Grande-Bretagne. Le peuple du Sarawak n’est pas consulté pour donner son avis et celui-ci n’est pas d’accord.
La couronne britannique doit faire face à des problèmes au niveau de l’économie du Sarawak. Il faut reconstruire l’économie qui est ravagée après l’occupation du peuple Japonais, qui est présent dans l’archipel des Indes orientales. De plus, il faut aussi rajouter que la population locale possède un fort ressentiment contre la présence des Britanniques. Les habitants du Sarawak sont très hostiles à la présence des Britanniques sur leur territoire.
La création du mouvement anti-cession, le Anti-cession movement of Sarawak (en), se forme alors sur le même temps. Ce mouvement vise à lutter contre les tentatives de la couronne britannique de gouverner. Les habitants du Sarawak ne veulent pas être gouvernés comme une colonie de l’Empire britannique. Les partisans du mouvement anti-cession souhaitent être gouvernés comme un protectorat et être dirigés par des Rajahs blancs.

### Gouverneur du Sarawak

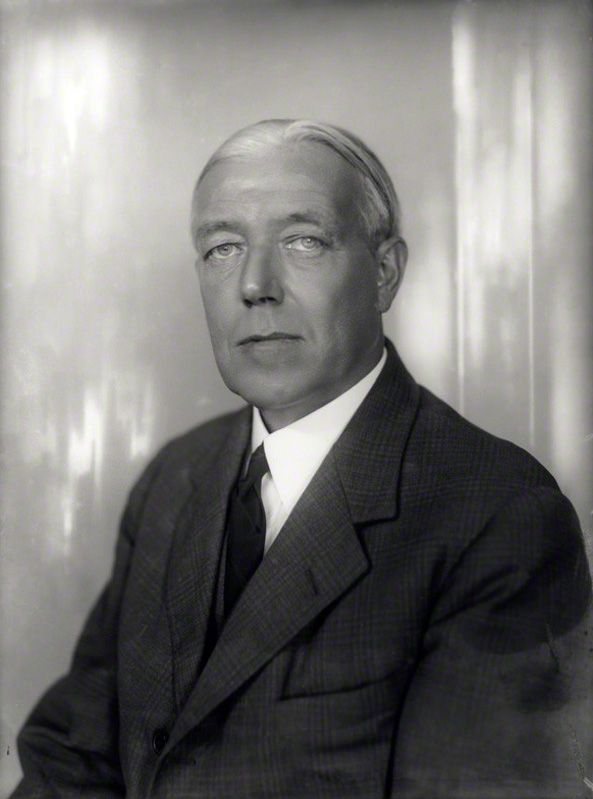
Charles Vyner Brooke

Après la Seconde Guerre mondiale, le gouvernement travailliste assume désormais la responsabilité du Sarawak. Le Sarawak est sous le règne de Sir Charles Vyner Brooke. Il est considéré comme étant le dernier des soi-disant Rajahs blancs. Sir Charles Vyner Brooke en 1946 abdique du royaume de Sarawak en laissant la place au Royaume-Uni.
Quand le dernier des Rajahs blancs cède le Sarawak aux Britanniques, la population locale n’est pas d’accord. Les Britanniques discutent alors avec les populations locales. Mais cela n’aboutit pas dans le sens des locaux. Le Sarawak est proclamé comme une colonie de la couronne britannique au début juillet 1946. Les locaux sont soumis de force avec la présence des officiers britanniques mais aussi avec l’aide des résidents qui ne sont pas des Autochtones.
La même année, le Ministère des Colonies fait la demande à Charles Arden-Clarke d'aller au Sarawak pour être le gouverneur. Pour assurer et affirmer son statut, Charles Arden-Clarke est anobli. Charles Arden-Clarke devient le premier gouverneur de cette toute nouvelle colonie de l'Empire Britannique qu’est le Sarawak.
Cette décision ne fait pas du tout l'unanimité dans la population locale. Les membres autochtones du conseil votent en majorité contre le rattachement au Royaume-Uni. Beaucoup de manifestations sont alors organisées. Plus de 388 fonctionnaires donnent leurs démissions pour marquer leur hostilité face à ces nouvelles autorités en postes.
Charles Arden-Clarke est méprisé par les locaux sur toute la durée de son Mandat. Sa nomination est tombée sur la période ou le Sarawak s’enfonce dans les mouvements anti-cession. Il va alors quitter le pays seulement quelques années après sa prise de poste. Son départ le sauve d’une tentative d’assassinat à son encontre. C’est son successeur, Duncan Stewart (British diplomat) (en), qui en 1949 se fait assassiner par les membres radicaux de ce mouvement anti-cession, le Anti-cession movement of Sarawak (en).

## Administration britannique au Ghana

### Les émeutes d'Accra, la capitale du Ghana
C’est en 1877, que la ville d’Accra devient la capitale de la colonie britannique de la Côte-de-l’Or. C’est un centre économique très important, obtenant la construction d’une voie ferrée pour le pays agricole et minier. Charles Arden-Clarke arrive à Accra peu de temps après les émeutes. Ces émeutes sont très importantes. Elles ont ébranlé les différentes fonctions coloniales avec leurs menaces présentes, mais aussi le ministère des Colonies. Des menaces pèsent sur différentes personnes et sur les institutions. 

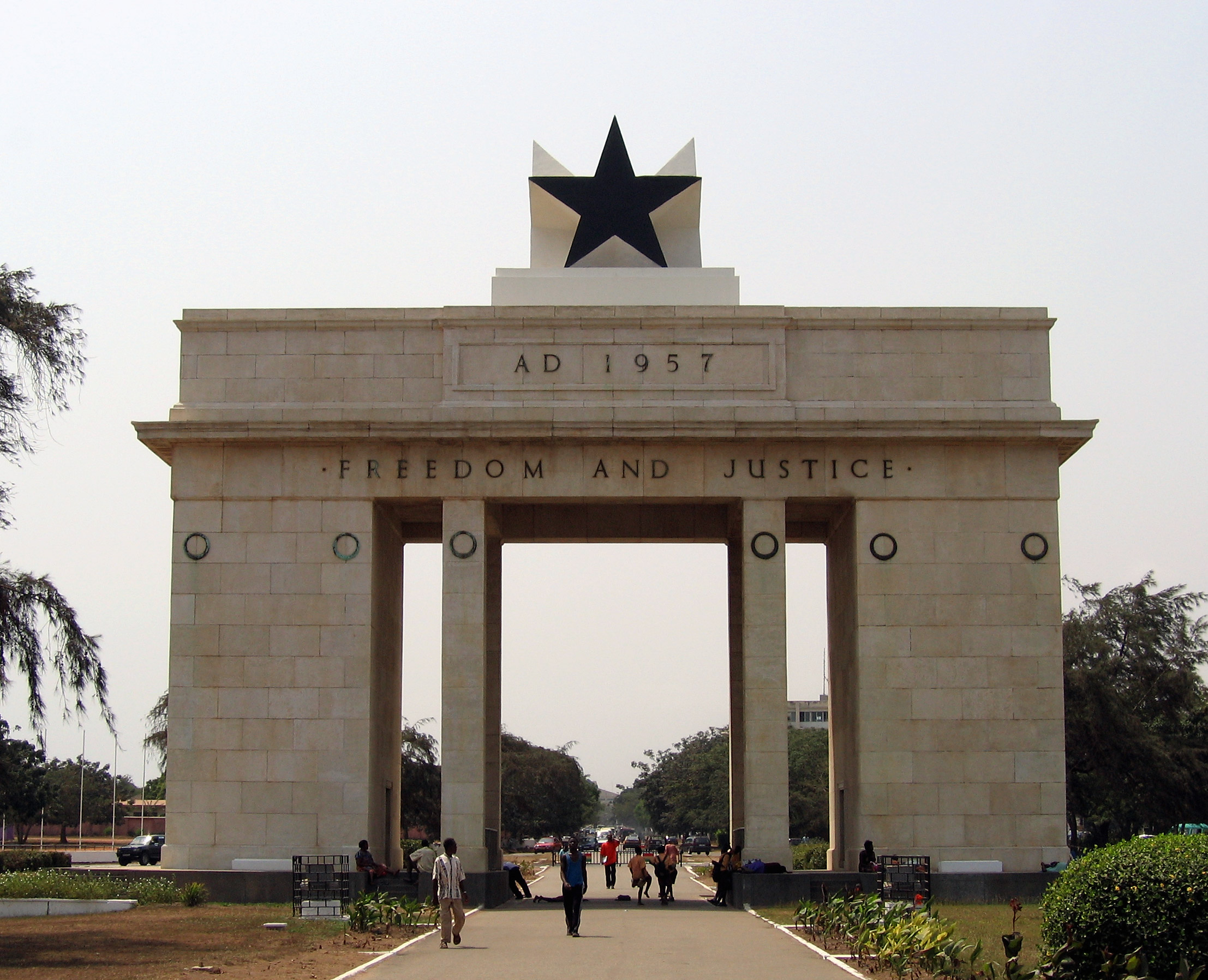
L'arc d'indépendance de la ville d'Accra.

Mais aussi sur la nouvelle politique libérale qui est instaurée par Arthur Creech Jones, le secrétaire de la colonisation. Il y a aussi des menaces sur Andrew Cohen, le représentant de droite à la division Afrique. La Commission d’enquête, qui est présidée par Aitken Watson avec son franc parler est aussi sous les menaces.Charles Arden-Clarke se retrouve alors au milieu de ce conflit.
De plus, il a aussi été en butte à des difficultés proconsulaires avec le Convention People's Party (CPP), qui est le parti du peuple de la Convention. C’est un Parti politique très actif et fougueux, avec à sa tête un chef démagogique, qui est Kwame Nkrumah. Celui-ci prend parti de soutenir la campagne « Un gouvernement autonome à part entière ». Les actions engagées sont positives et violentes si besoin. Des grèves suivent et la violence est présente, entraînant alors l’emprisonnement de Kwame Nkrumah pour cause de sédition. Celui-ci a appelé à la désobéissance civile et au boycott.
Accra demeure la capitale du Ghana quand le pays obtient quelque temps après son indépendance.

### Gouverneur dans la Gold Coast (Ghana)
La Côte-de-l'Or (colonie britannique) ou Gold Coast est une colonie britannique, qui aujourd'hui correspond au Ghana. C’est une colonie qui est créée en 1821. C’est le gouvernement qui a confisqué des terrains qui bordent les côtes. La côte de l'Or se situe entre la côte des Esclaves et la Côte d'Ivoire, et le cap Saint-Paul et le cap des Trois-Pointes. Ce sont les quantités impressionnantes d'or de retrouvées qui donne le nom à ce territoire. La colonie britannique de la Côte-de-l'Or s’agrandit. On a la confédération Ashantis et la confédération Fanti qui se rajoute ensuite au sein de ce territoire.
En 1949, Charles Arden-Clarke, reçoit une nouvelle promotion. Il est désormais au rang de gouverneur de la classe I au niveau des colonies de la Gold Coast. Il est au sommet de sa réputation d’Administrateur colonial. Pendant huit années, il dirige la Gold Coast sans interruption. C’est sous son Mandat que le Ghana qui est alors un territoire dépendant, devient indépendant . Il est le dernier gouverneur de la Gold Coast d’août 1949 à 1957 et plus tard pour le Ghana.
Son rôle de gouverneur au Ghana permet de canaliser et de contrôler les esprits nationalistes qui jusqu’alors sont très présents sur le territoire. Ces techniques de canalisation sur les esprits nationalistes ont permis de faire avancer les choses, marquant un très grand tournant dans les annales de l’Administration coloniale britannique en Afrique. C’est une période difficile pour Charles Arden-Clarke. Celui-ci se retrouve au milieu de plusieurs conflits, qui font suite aux émeutes d’Accra. Kwame Nkrumah, le leader du Parti Convention People's Party, qui est le Parti du peuple de la Convention (CPP), est présent dans les mouvements de contestations et de grèves. Ces derniers sont violents. Malgré l’emprisonnement de son leader après les émeutes d’Accra et les grèves, le Parti de masse CPP gagne la première élection générale de la Gold Coast.
En février 1951, Charles Arden-Clarke autorise la libération de Kwame Nkrumah de la prison de James Fort. Kwame Nkrumah est alors nommé Premier ministre et Charles Arden- Clarke le convoque à le rejoindre dans la maison du gouvernement. Il l’invite à former un premier gouvernement pour le Ghana. Dans les débuts, les deux hommes se toisent et s’observent mutuellement au cours des premières réunions. Par-là suite, un début de partenariat et une amitié se forment entre eux deux. Kwame Nkrumah, dit alors de Charles Arden-Clarke que c’est « un homme avec un sens aigu de la justice et du fair-play avec lequel je pourrais facilement être ami, même s’il était un symbole de l’impérialisme britannique ».

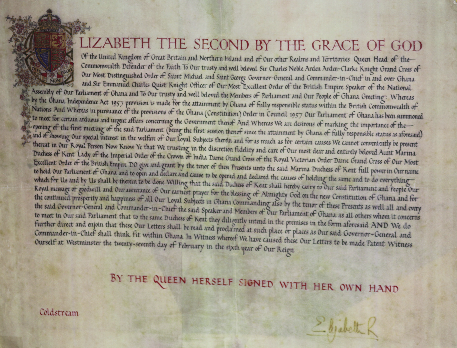
Message d'indépendance de la reine Elisabeth II pour le peuple du Ghana.

Charles Arden-Clarke est l'un des premiers hommes les plus efficaces au niveau des gouverneurs coloniaux de l’Empire britannique. Il réussit à établir des liens étroits, mais aussi personnels avec les dirigeants nationalistes, qui gagnent ces premières élections. Ce qui permet de contribuer à la réussite du transfert des pouvoirs entre les administrateurs coloniaux et les Premiers ministres africains. Les nouvelles élections législatives sont organisées en 1956 et le CPP gagne les trois-quarts des sièges. Kwame Nkrumah demande et oblige le Royaume-Uni à accorder l’indépendance. Le 6 mars 1957, la Côte-de-l’Or (colonie britannique) devient après le Soudan, la seconde colonie à obtenir son indépendance. Le nom colonial du pays la Gold Coast, est abandonné pour devenir le Ghana. Charles Arden-Clarke est alors nommé Premier gouverneur général du Ghana en 1957. Le Ghana reste dans le Commonwealth, puis devient une république en 1960. La transition du Ghana vers son indépendance est plutôt douce, grâce à l’acceptation par les Africains et de Kwame Nkrumah de Charles Arden-Clarke, qui a une bonne attitude à leurs égards. Kwame Nkrumah, dit en décembre 1962 que « l’indépendance du Ghana aurait pu être sérieusement retardé si Sir Charles n’était pas disposé à coopérer avec les forces nationalistes ».

## Une retraite active

### Divers engagements
Charles Arden-Clarke continue à être très actif après l'année 1957, principalement dans les affaires africaines. En 1958, il est à la présidence du Comité des Bons Officiers des Nations unies sur le territoire de la Namibie. L’année suivante, il prend d'autres engagements. Charles Arden-Clarke devient alors le président de la Royal Commonwealth Society (en) pour les non-voyants et le président de la Royal African Society. En 1960, il endosse la difficile charge de la présidence du Conseil national pour l’approvisionnement des enseignants à l’étranger. La même année, il participe à la commission consultative concernant l’Afrique centrale. Cette commission est présidée par Lord Monckton of Brenchley.
En 1961, Charles Arden-Clarke est sollicité pour revenir dans les territoires des hautes commissions, où il a exercé ses fonctions de Commissaire résident au Bechuanaland, au Basutoland et au Swaziland (aujourd'hui l'Eswatini). Il est invité à revenir pour servir comme conseiller constitutionnel au Swaziland.

### Distinctions
Charles Arden-Clarke reçoit au cours de sa vie plusieurs distinctions et ordres honorifiques. Les ordres, décorations et médailles du Royaume-Uni sont nombreuses. Il obtient des ordres honorifiques. Ceux-ci sont attribués pour reconnaître le mérite d’une personne en termes de réussite ou de service rendus. Sous une dizaine d’année, Charles Arden-Clarke est décoré des trois classes de l'ordre de Saint-Michel et Saint-Georges : en 1941, il est nommé compagnon de l'ordre, puis chevalier-commandeur en 1948 et chevalier grand-croix en 1952. L’ordre de Saint-Michel et Saint-Georges existe depuis 1818. A l’origine, il est en lien avec le protectorat britannique notamment sur les îles Ioniennes. Cet ordre est décerné aux fonctionnaires britanniques ou non, qui ont rendu de très grands services au niveau des services diplomatiques britanniques, mais aussi dans les territoires d’outre-mer et au Commonwealth. Toutes les personnes honorées peuvent ajouter le prédicat honorifique de « Sir » devant leur prénom.
En 1952, Sir Charles Arden-Clarke est fait chevalier de l’ordre de Saint-Jean de Jérusalem. C’est un ordre religieux catholique, militaire et d'ordre hospitalier, qui à l’origine remonte aux périodes des croisades. Dans l’année 1958, l’université de Durham lui décerne le titre honorifique de DCL qui est le Doctor of Civil Law. C’est un terme qui désigne un diplôme universitaire de troisième cycle, principalement dans les pays anglo-saxons ou anglophones. Au Royaume-Uni, ce doctorat est décerné à la suite de nombreuses publications qui sont effectuées par une personne. Ce travail doit apporter une contribution importante et originale notamment sur les études des lois, mais aussi sur les études politiques dans leur ensemble.

Le 16 décembre 1962, Charles Arden-Clarke meurt d’un cancer dans sa maison à Syleham dans le Suffolk, un comté dans l’est de l’Angleterre. Il a passé plus de 37 ans dans les services de la colonisation britannique, dont la moitié de ces années en tant que gouverneur.

#### Monographies
- (en) Gilbert E. Metcalfe, Great Britain and Ghana : Documents of Ghana History 1807-1957, Londres, Thomas Nelson and Sons, 1964

#### Chapitres et articles
- Anne Hugon et Monique Bertrand, « Ghana », sur Encyclopædia Universalis.

- (en) Anthony Kirk-Greene, « Clarke, Sir Charles Noble Arden », dans Oxford Dictionary of National Biography, Oxford, Oxford University Press, 2011 (DOI 10.1093/ref:odnb/30438)